# 銀色歐白魚
銀色歐白魚（学名：Alburnus macedonicus）為輻鰭魚綱鯉形目雅羅魚科歐白魚屬的其中一種，被IUCN列為極危保育類動物，分布於歐洲希臘及北馬其頓多伊蘭湖流域，體長可達14.5公分，棲息在湖泊底中層水域，自90年代起，因農業灌溉用水抽取導致湖泊水位下降，威脅該物種的生存。

## 扩展阅读
維基物種上的相關：銀色歐白魚